# Teledacja
Teledacja (również transmisja danych) – dział telekomunikacji zajmujący się przesyłaniem danych między urządzeniami je przetwarzającymi, np. komputerami pracującymi w sieci.